# Megfigyelés alatt
A Megfigyelés alatt (egyszerűsített kínai: 跟踪; tradicionális kínai: 跟蹤) 2007-ben bemutatott Hongkongban készült krimi Simon Yam, Tony Leung Ka-Fai és Miss Hong Kong Kate Tsui színészek szereplésével. Rendezője Yau Nai-Hoi, a filmet a Milkyway Image készítette. A 2007-es Berlini Nemzetközi Filmfesztiválon mutatták be a filmet, a Hongkongi Nemzetközi Filmfesztiválon nyitófilm volt. Hongkongban 2007. június 21-én került a mozikba.

## Cselekmény
Chan Chong-Shan (Tony Leung Ka-Fai) egy csapat tolvajt vezet.

## Forgatás
A film a címét a kaszinókban felszerelt kamerák neve után kapta.

## Szereplők
- Simon Yam
- Tony Leung Ka-Fai
- Kate Tsui